# Parc national de la Comoé
Pour les articles homonymes, voir Comoé.
Le parc national de la Comoé est un parc national de la  Côte d'Ivoire situé à 100 kilomètres nord-est de Bondoukou. Ce parc fait partie de l'écorégion de la savane ouest soudanienne. Il compte 1 149 150 ha avec 500 km de pistes carrossables et il est inscrit au patrimoine mondial de l'Unesco, et désigné en tant que réserve de biosphère depuis 1983. Il est de loin la plus grande réserve naturelle de l'Afrique de l'Ouest.
Il a été prévu dès 1926 et fondé en 1953 sous le nom de réserve de Bouna puis a pris définitivement le nom de « parc national de la Comoé » par le décret n° 68-81 du 9 Février 1968. C'est l'un des plus anciens parcs naturels du pays, mais aussi le plus vaste, et de loin l'un des plus grands d'Afrique de l'Ouest. C'est des plus beaux sanctuaires de la biodiversité ouest-africaine. Les villages lobis y sont nombreux. On y trouve des singes babouins, patas, vervets, des antilopes bubales, hippotragues, cobes de Buffon, ourébis, des phacochères, des buffles, des hippopotames et des éléphants qui sont badgés pour être facilement localisés, et dans les années 1960, chaque nuit, on y entendait rugir le lion et feuler le léopard.

## Situation géographique
Le parc national de la Comoé est situé au Nord-est de la Côte d'Ivoire, dans la région du Bounkani (Bouna) dont il occupe plus de moitié de la superficie. Il est bordé à l'ouest par la Volta Noire qui constitue la frontière nord-est, entre la Côte d'Ivoire et le Burkina Faso. Le parc porte le nom du fleuve Comoé qui le traverse.

## Évolution
Le parc a été reconnu comme un site du patrimoine mondial en raison de la diversité de la flore qu'il présente, notamment la forêt vierge tropicale habituellement localisée seulement plus au sud. Il bénéficie également de la présence de deux grands cours d'eau qui donnent à la terre et à l'écorégion, un taux d'humidité adapté à une biodiversité plus riche que les zones environnantes. En 2003, il est déclaré site du patrimoine mondial en péril en raison du braconnage, du pâturage exagéré du parc par le bétail, et de l'absence de gestion. Il en a été retiré le 4 juillet 2017, en raison de l'amélioration de l'état de conservation de la faune et de son habitat. 

## Faune
Les plaines d'inondation saisonnières créées autour du fleuve Comoé, dans le parc national de la Comoé, constituent une aire privilégiée d'alimentation d'une population de hippopotames. En outre, il abrite les trois espèces existantes de crocodiles d'Afrique, crocodile du Nil, faux-gavial d'Afrique, et crocodile nain de même que de nombreux oiseaux migrateurs qui utilisent ses zones humides saisonnières. Il se distingue par sa remarquable diversité faunique et végétale le long du fleuve Comoé qui s'étire sur près de 230 Km. On y compte 620 espèces végétales, 135 espèces de mammifères dont 68 de grandes tailles, 35 espèces d'amphibiens, 60 espèces de poissons, 71 espèces de reptiles et les trois espèces de crocodiles.

## Atouts touristiques
De nombreux atouts et attractions touristiques ont été identifiés au parc national de Comoé. En effet, l'accès à ce site est facilité par un réseau routier très dense et un fleuve navigable à pirogue. Son étendue, sa diversité faunique et floristique offrent des potentialités indéniables pour la pratique de l'écotourisme. 

## Galerie de photographies
|                                                                             |
| Le Guêpier à gorge rouge (Merops bulocki) à la forêt de la galerie Iringou. |

|                                                                         |
| Guib harnaché (Tragelaphus scriptus) se nourrit à côté du fleuve Comoé. |

|                                                                  |
| L'antilope cheval (Hippotragus equinus) lors de la saison sèche. |

|                                         |
| Papillon demodocus (Papilio demodocus). |

|                              |
| Feu de savanne dans le parc. |

|                          |
| Antilope du genre Kobus. |

|                                        |
| Singe vert dans une forêt de galeries. |